# Kestrel Aircraft
 (mai 2023).
Kestrel Aircraft est un constructeur d'avions américain d'origine britannique (anciennement Farnborough Aircraft Corporation) dirigée par Alan Klapmeier - cofondateur de Cirrus Design.
La certification de son premier avion, Kestrel K-350, un monomoteur à turbine Honeywell de 1 000 ch, positionné entre le TBM850 et le PC12, est attendue pour 2014. Il pourrait emporter de 6 à 8 personnes sur une distance de 2 400 km à une vitesse de 590 km/h.
Kestrel Aircraft fusionne avec Eclipse Aerospace en avril 2015 pour former One Aviation.